# 木本茂
木本 茂（きもと しげる、1956年12月20日 - ）は、日本の実業家。髙島屋代表取締役社長や、東神開発代表取締役会長、日本百貨店協会副会長を務めた。

## 人物・経歴
東京都出身。1975年海城高等学校卒業。1979年横浜市立大学商学部卒業、横浜髙島屋（現髙島屋）入社。2006年髙島屋横浜店副店長。2007年新宿店副店長。2010年執行役員新宿店長。2011年常務取締役[企画本部副本部長、構造改革推進室長。11年ぶりの社長交代により2014年代表取締役社長に昇格。インバウンド消費への対応や、在宅勤務制度導入などの働き方改革にあたった。2019年東神開発代表取締役会長に就任。日本百貨店協会副会長なども務めた。